# John Thompson (baloncestista)
John Robert Thompson, Jr. (Washington D. C., 2 de septiembre de 1941-Condado de Arlington, Virginia, 31 de agosto de 2020) fue un jugador y entrenador de baloncesto estadounidense que disputó dos temporadas en la NBA, y como entrenador dirigió durante 27 años el equipo de la Universidad de Georgetown. Con 2,08 metros de estatura, jugaba en la posición de pívot. Su hijo, John Thompson III, también ha sido entrenador de la NCAA, ejerciendo en Georgetown durante 13 años.

## Trayectoria deportiva

### Universidad
Jugó durante tres temporadas con los Friars del Providence College, en las que promedió 19,2 puntos y 13,4 rebotes por partido. Acabó su carrera con el récord histórico de los Friars de anotación en una temporada (26,2 puntos por partido) y como máximo anotador en conjunto. Hoy en día se sigue manteniendo entre los diez mejores en esa clasificación, así como en la de rebotes y porcentaje de tiros de campo.

### Profesional
Fue elegido en la vigésimo séptima posición del Draft de la NBA de 1964 por Boston Celtics, donde jugó dos temporadas como suplente de Bill Russell. La mejor de ellas fue la primera, en la que promedió 3,6 puntos y 3,6 rebotes por partido. En ambas consiguió ganar el anillo de campeón de la NBA.
Antes del comienzo de la temporada 1966-67 se produjo un Draft de Expansión por la llegada a la liga de un nuevo equipo, los Chicago Bulls, quienes lo eligieron para su plantilla, pero fue despedido antes del comienzo de la competición, abandonando definitivamente el baloncesto en activo.

### Entrenador

#### High School y universidad
Thompson comenzó en 1966 su carrera como entrenador en el St. Anthony High School de su ciudad natal, Washington D. C., a los que dirigió durante 6 temporadas, consiguiendo un impresionante balance de 122 victorias por tan solo 28 derrotas.
En 1972 ficha como entrenador principal de los Hoyas de la Universidad de Georgetown. En 1975 disputa por primera vez el Torneo de la NCAA, cayendo en primera ronda ante Central Michigan. Desde 1943 los Hoyas no habían llegado a la fase final del campeonato, y esa fue la primera de 24 ocasiones consecutivas en las que el equipo optó por el torneo, un récord que permanece vigente.
En 1984 conseguiría su primer y único título de la NCAA, tras derrotar en la final a Houston Cougars por 84-75, contando en su equipo con jugadores de la talla de Pat Ewing, David Wingate o Reggie Williams. En total permanecería al frente del equipo 27 temporadas, en las que acumularía un balance de 596 victorias por 239 derrotas, llevando al equipo en tres ocasiones a la Final Four y logrando 7 títulos de conferencia.
En tres ocasiones ha sido elegido Entrenador del Año de la Big East Conference (1980, 1987 y 1992), siendo elegido además Entrenador del Año de la NABC en 1985 y galardonado con el Premio Henry Iba en 1982. En 1999 fue incluido en el Basketball Hall of Fame, y en 2006 en el National Collegiate Basketball Hall of Fame.

#### Seleccionador nacional
Su primera experiencia con la selección de Estados Unidos fue en los Juegos Olímpicos de Montreal 1976 como entrenador asistente, donde ganaron la medalla de oro. En los Juegos Olímpicos de 1988, los últimos con jugadores exclusivamente universitarios, logró la medalla de bronce como entrenador principal.

## Estadísticas de su carrera en la NBA

### Temporada regular
| Temporada | Edad | Equipo         | Liga | P  | TIT | MIN  | TC  | TCA | %TC  | 3P | 3PA | %3P | TL  | TLA | %TL  | R.OF. | R.DEF. | REB | ASIS | ROB | TAP | PER | FP  | PTS |
| 1964-65   | 23   | Boston Celtics | NBA  | 64 |     | 10.9 | 1.3 | 3.3 | .402 |    |     |     | 1.0 | 1.6 | .590 |       |        | 3.6 | 0.3  |     |     |     | 2.2 | 3.6 |
| 1965-66   | 24   | Boston Celtics | NBA  | 10 |     | 7.2  | 1.4 | 3.0 | .467 |    |     |     | 0.4 | 0.6 | .667 |       |        | 3.0 | 0.3  |     |     |     | 1.5 | 3.2 |
| Total     |      |                | NBA  | 74 |     | 10.4 | 1.3 | 3.2 | .410 |    |     |     | 0.9 | 1.5 | .595 |       |        | 3.5 | 0.3  |     |     |     | 2.1 | 3.5 |

### Playoffs
| Temporada | Edad | Equipo         | Liga | P | MIN | TCA | TC | 3PA | 3P | TLA | TL | R.OF. | REB | ASIS | ROB | TAP | PER | FP | PTS | %TC  | %3P | %FT   | MIN | PTS | REB | AST |
| 1964-65   | 23   | Boston Celtics | NBA  | 3 | 21  | 2   | 7  |     |    | 7   | 7  |       | 12  | 1    |     |     |     | 2  | 11  | .286 |     | 1.000 | 7.0 | 3.7 | 4.0 | 0.3 |
| 1965-66   | 24   | Boston Celtics | NBA  | 3 | 11  | 1   | 7  |     |    | 0   | 0  |       | 4   | 0    |     |     |     | 2  | 2   | .143 |     |       | 3.7 | 0.7 | 1.3 | 0.0 |
| Total     |      |                | NBA  | 6 | 32  | 3   | 14 |     |    | 7   | 7  |       | 16  | 1    |     |     |     | 4  | 13  | .214 |     | 1.000 | 5.3 | 2.2 | 2.7 | 0.2 |